# Évrard III de La Marck
Pour les articles homonymes, voir Évrard de La Marck.
Évrard III de La Marck (en allemand : Eberhard III. von der Marck), (vers 1435 † 19 juin 1496), seigneur d'Arenberg et de Neufchâtel-sur-Ardenne, « avoué de Hasbaing ».
Il était le fils de Jean Ier de La Marck (vers 1410 † 1480), seigneur d'Arenberg, seigneur de Sedan, d'Aigremont, de Neufchâtel, de Lumain et de Braquemont, seigneur « de Daigni » (1462), chambellan du roi Charles VII, et d'Anne (ou Agnès, vers 1410 † 1480), fille de Ruprecht IV ( † 1444), comté de Virnebourg (de), chevalier de l'ordre de la Toison d'or (1433, brevet n° 36).
Il était également le frère aîné de Robert Ier de La Marck, seigneur de Sedan et de Guillaume de La Marck, le "Sanglier des Ardennes". Après l'exécution de ce dernier, il poursuivit, avec son autre frère, la guerre contre le prince-évêque de Liège, Jean de Hornes et Maximilien de Habsbourg.

## Unions et descendance
Il épousa en premières noces Marguerite (vers 1440 † vers 1476), vicomtesse de Bruxelles, fille de Daniel, baron de Bouchout, vicomte de Bruxelles, seigneur de Hombeek, de Loenhout, de Diepenstein et de Bouillon. Il eut dix enfants de son premier mariage, dont :
1. Évrard IV ( † 1531), seigneur d'Arenberg et de Neufchâtel-sur-Ardenne ;
2. Robert Ier, seigneur d'Arenberg et de Neufchâtel-sur-Ardenne, mort en 1541 : marié à Mahaut de Montfort († 1550), dame de Naeltwick, il eut (1) Robert, mort avant son père en 1536, marié à Walpurge d'Egmont d'où Marguerite, qui releva le titre, Robert III, mort en 1544, et Mahaut, épouse de Louis-Henri de Leuchtenberg, (2) Nicolas, mort sans postérité, et (3) Jossine, femme de Cunon dernier comte de Virnebourg .
3. Marguerite ( † 27 juin 1542), mariée en 1473 avec Jean Ier de Manderscheid-Blankenheim-Gerolstein (1446 † 9 janvier 1524), dont postérité ;
4. Hélène ( † 1537), mariée, vers 1495-1496, avec Guillaume d'Haraucourt (Ardennes), puis avec Werner von Hompesch[1] ;
5. Catherine, mariée, avant 1494, avec le baron Henri de Pyrmont[2].

Il épousa en secondes noces Aliénor comtesse de Kirberg, fille de Philippe comte de Kirberg, dont il eut  trois enfants :
1. Catherine († vers 1493) ;
2. Jeanne (25 novembre 1494 † 15 février 1565), mariée, en 1518, avec Claude de Bonnard, seigneur de Gommegnies et de Wargnies-le-Grand, qui avait été premier maître d'hôtel de l'archiduc Philippe dit le Beau d'Autriche, roi de Castille, puis, en 1522, avec Jean († vers 1547), comte de Montfort-Tettnang (« Johann von Montfort-Tettnang ») ;
3. Marie (23 avril 1496 † 20 mai 1521), mariée, en 1512, avec Jacques († 26 avril 1562), comte de Manderscheid (de)-Kail (Oberkail) (« Jakob von Manderscheid zu Kail »).

## Source
- « roglo.eu », Eberhard de La Mark (consulté le 17 décembre 2010) ;
- « racineshistoire.free.fr », La Marck (consulté le 17 décembre 2010) ;